# Old Maldah
Old Maldah är en stad i den indiska delstaten Västbengalen, och tillhör distriktet Maldah. Den är en förort till English Bazar, och folkmängden uppgick till 84 012 invånare vid folkräkningen 2011.